# Патријарх српски Пајсије I
Патријарх српски Пајсије I, познат и као Пајсије Јањевац (Јањево, око 1542. године – Пећ, 2. новембар 1647)  био је архиепископ пећки и патријарх српски од 1614. до 1647. године. Од 2017. године Српска православна црква га прославља као светитеља. Датум његовог празновања је 3/16. октобар. Био је вешт дипломата.

## Липљански митрополит
Пајсије је рођен у косовском месту Јањеву као син српског православног свештеника Димитрија. Школовао се у родном месту и оближњем манастиру Грачаници. Као служитељ српског патријарха Јована постављен је 1612. године за грачаничког, односно липљанског митрополита. Када је 1614. године патријарх Јован позван у Цариград где је требало да одговара за оптужбе да је сарађивао са папом и италијанским владарима, митрополит Пајсије је преузео привремену управу над Српском патријаршијом. Под претпоставком да се патријарх Јован неће вратити, српски архијереји су изабрали митрополита Пајсија за новог патријарха на сабору који је одржан 4. октобра 1614. године у Грачаници. Неколико дана касније, у Цариграду је обешен српски патријарх Јован, због сарадње са папом и западним владарима.

## Српски патријарх
Пајсијевим доласком на чело Српске патријаршије означен је заокрет у црквеној управи. Нови патријарх се у потпуности посвети сређивању унутрашњих прилика, поклањајући велику пажњу епархијама и манастирима, поготово онима који су се налазили у пограничним и заграничним областима. Његове честе канонске посете разним српским епархијама започеле почеле су недуго по сређивању стања у средишту патријаршијске управе. Током 1620. године посетио је запустели манастир Жичу и одатле је понео однео једно Тетрајеванђеље, да се сачува док се Жича не обнови. Током 1623. године посетио је манастир Убожац, а 1626. године је боравио у Бечкереку (данашњи Зрењанин). Током 1627. године боравио је у Срему, а две године касније посетио је манастир Привину Главу и село Врдник. Из овог манастира је узео Чатовник, који је потом повезао и вратио манастиру (1630). Заједно са београдским митрополитом Авесаломом, поново је посетио Срем и том приликом се 7. октобра 1632. године поклонио моштима светог Стефана Штиљановића у манастиру Шишатовцу. У међувремену, посетио је Темишвару током 1629. године, а потом и манастир Горњак где се 29. децембра 1629. године потписао на једној књизи. Манастир Војловицу је посетио 30. августа 1632. године, одакле је узео посни триод. Патријарх Пајсије је водио бригу и о православним Србима у заграничним областима, поготово на подручју Марчанске епархије у Хабзбуршкој монархији. Током 1631. године, дошао са митрополитом софијским Јефтимијем у пограничне области епархију, о чему је славонски заповедник Егенберг известио Ратни савет у Грацу. Током 1635. године, боравио је у манастиру Дечанима, а 1641. године је посетио манастир Раваницу. Наредне године је боравио у Призрену. Током Пајсијеве управе, Српска патријаршија је развијала живе односе са Руском патријаршијом путем непосредних веза између разних српских епархија и манастира и Руске православне цркве. Поучен горким искуствима, био је суздржан у контактима са представницима Римокатоличке цркве, како из политичких, тако и из верских разлога.
На једној старој листини је било записано о патријарху Пајсију (-оном који је косовску Грачаницу покрио): Наш патријар је слаб; њему има више од сто година. Он је у тавници у Турским оковима.
Упркос позним годинама, кренуо је 1646. године на ходочашће у Свету Земљу, одакле се вратио наредне године и убрзо потом је умро 2. новембра 1647. године у Пећи.
Улагао је велике напоре у обнову манастира и парохијских храмова. Између осталог, за време његове управе је поправљена Црква светог Димитрија, чији су кровови покривени оловом, а делимично су обновљене и фреске. Патријарх Пајсије је био велики књигољубац.
Бавио се прикупљањем, проналажењем, преписивањем и повезивањем књига. Написао је и два значајна књижевна дела: Житије цара Уроша и Службу цару Урошу.